# Tiroteo de Chattanooga de 2022
El tiroteo de Chattanooga de 2022 ocurrió el 5 de junio de 2022, en el cual dos personas murieron y otras 14 resultaron heridas en un tiroteo masivo en Chattanooga, Tennessee. Otra persona murió huyendo del tiroteo y dos resultaron heridas por vehículos mientras huían.

## Tiroteo

Mapa de Chattanooga en Tennessee

Los oficiales que respondieron llegaron alrededor de las 2:42 a. m. a un tiroteo reportado cerca de un club nocturno. Encontraron múltiples víctimas, inmediatamente comenzaron los primeros auxilios y aseguraron la escena. Las víctimas sufrieron heridas por disparos y por huir de la escena, con catorce alcanzadas por disparos y tres alcanzadas por vehículos mientras intentaban huir. Tres fueron confirmados muertos, dos por disparos y uno por ser atropellado por un vehículo, con catorce heridos.

## Investigación
La Jefa de la Policía de Chattanooga Celeste Murphy dijo que había varios tiradores. Los funcionarios creen que el tiroteo fue dirigido y que no parecía ser una amenaza activa para la seguridad pública relacionada con el tiroteo.
El 8 de junio de 2022, Garrian Dwayne King, de 28 años (nacido el 14 de marzo de 1994) fue arrestado y acusado de ser un delincuente en posesión de un arma de fuego en relación con el tiroteo. Según la declaración jurada presentada en el Tribunal de Distrito de los Estados Unidos para Chattanooga, King fue uno de los tres hombres vistos en el video de la cámara de seguridad saliendo de un Chevrolet Suburban robado después de las 2 a. m. antes del tiroteo. El 13 de junio de 2022, Alexis Boynton Lewis, de 36 años, fue acusado de homicidio criminal, peligro imprudente y posesión de un arma de fuego durante la comisión o intento de cometer un delito grave, y el 14 de junio de 2022, Rodney Junior Harris Jr., de 31 años, fue acusado de posesión de un arma de fuego por un delincuente.

## Respuesta
El alcalde Tim Kelly pidió al Congreso que aborde la violencia armada. Dijo: «Eso no significa quitarles las armas a los propietarios responsables de armas, pero sí significa verificaciones de antecedentes obligatorias y prohibir los cargadores de alta capacidad».